# Ayía Aikateríni
Ayía Aikateríni (Agia Aikaterini) är en ort i Grekland.   Den ligger i prefekturen Fthiotis och regionen Grekiska fastlandet, i den centrala delen av landet, 120 km nordväst om huvudstaden Aten. Ayía Aikateríni ligger 31 meter över havet och antalet invånare är 159.
Terrängen runt Ayía Aikateríni är varierad. Havet är nära Ayía Aikateríni åt nordost. Runt Ayía Aikateríni är det ganska glesbefolkat, med 42 invånare per kvadratkilometer. Närmaste större samhälle är Stylída, 16,2 km nordväst om Ayía Aikateríni. 